# SÅIFA i Värmland AB

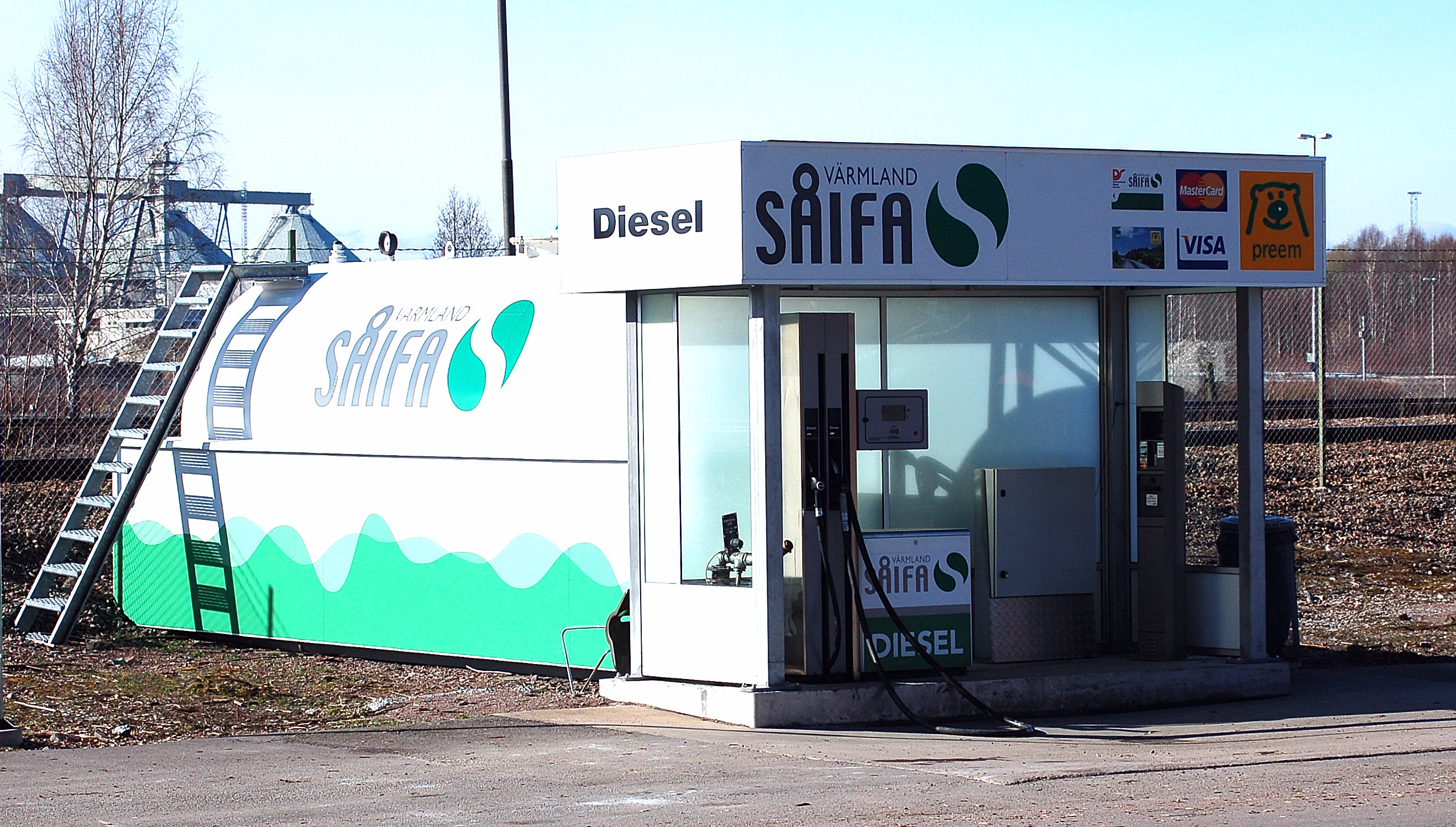
SÅIFA:s bränsledepå i Skoghall

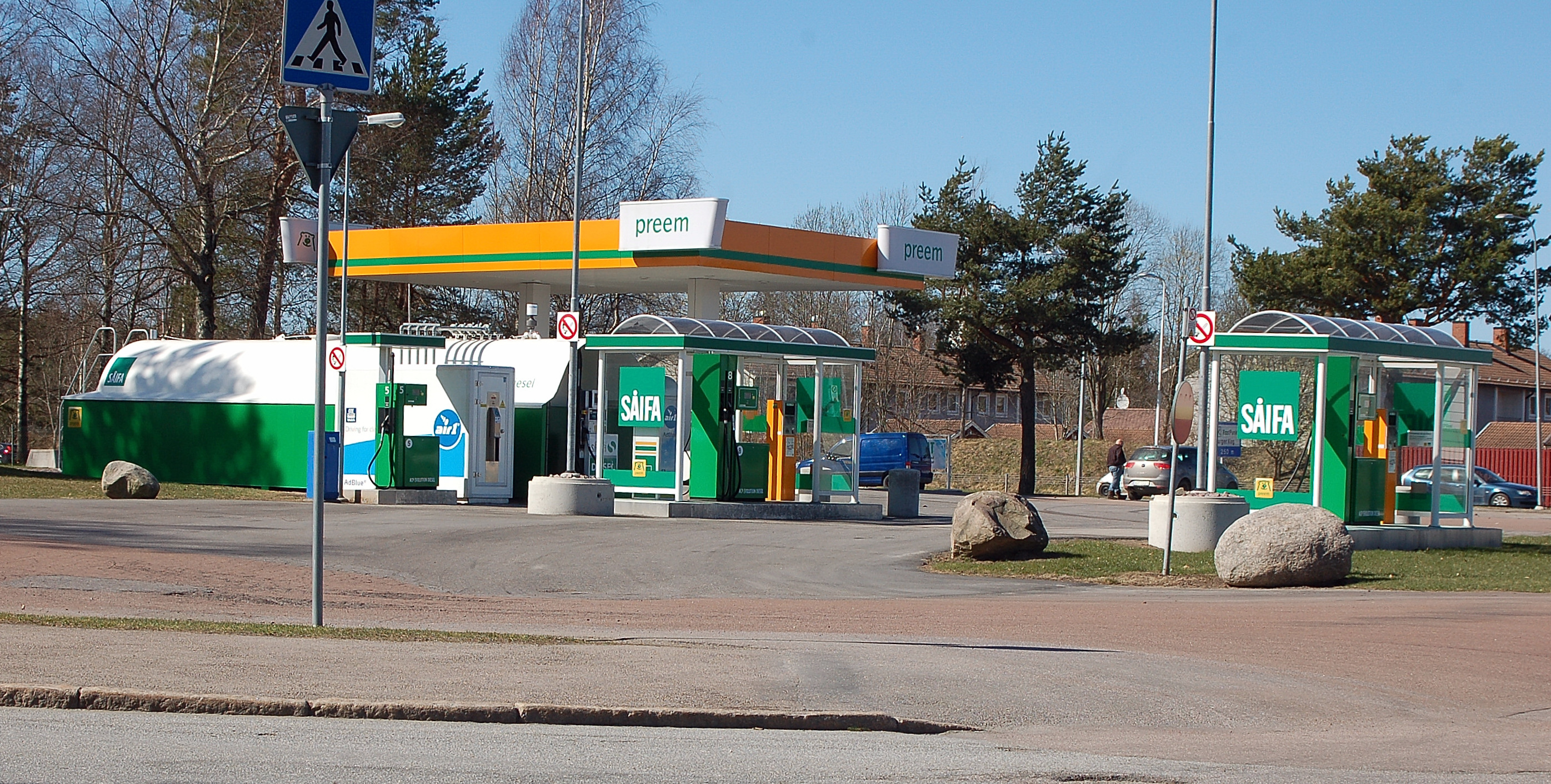
Preem/SÅIFA i Laxå

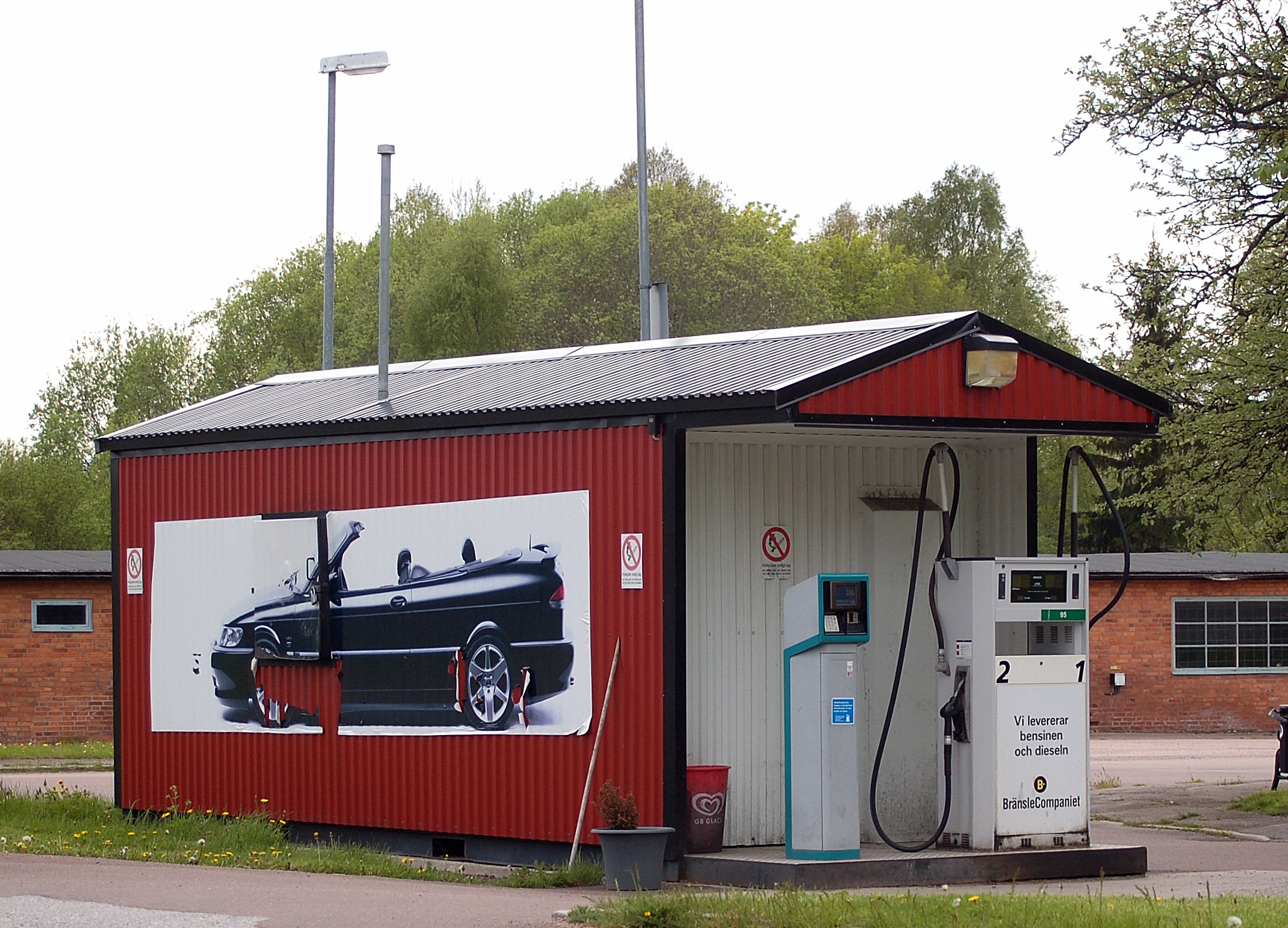
Bränsle Companiet i Bäckhammar

SÅIFA i Värmland AB, tidigare Sveriges Åkeriägares Inköps- och Förvaltnings AB, är ett företag som organiserar tung yrkestrafik genom gummiverkstäder, fordonsbränsleförsäljning  med mera. SÅIFA används också som varumärke för Preems kedja av tankställen för dieselolja för tung yrkestrafik.
Sveriges åkeriägares Inköps – och förvaltnings AB bildade tillsammans med Värmlands Åkeriservice AB 1971 SÅIFA – Service AB. Det ägs av Värmlands Åkeriservice AB. Företaget ändrade 1984 namnet till SÅIFA i Värmland AB. SÅIFA i Värmland har sedan 2015 ett samarbete med Preem.
SÅIFA i Värmland omsatte 348 miljoner kronor 2015. Det köpte 2016 Bränsle Companiet, som omsatte 116 miljoner kronor 2015. Tillsammans har företagen tio anställda.